# Dolci ore
Dolci ore (Dulces horas) è un film del 1982 diretto da Carlos Saura.